# 向かいのバズる家族
『向かいのバズる家族』（むかいのバズるかぞく）は、読売テレビの制作により、日本テレビ系で放送の「木曜ドラマF」で、2019年4月4日から6月6日まで放送されたテレビドラマである。主演は内田理央。一見幸せだと思われていた家族のSNSを巡る崩壊と再生の様子を描いていく。放送終了後には、GYAOでチェインストーリーが毎回配信されていた。最終話放送終了後には、『向かいのバズれない家族 SNSを奪還せよ』がHuluにて前後編で配信された。
キャッチコピーは「知られたくないけど、見て欲しい私がいる。」。

## あらすじ
なんの変哲もない家庭で育ったカフェの店長・篝あかりは、ある日激怒する客へ謝罪する動画をこっそり撮影され、それがSNSに投稿されて大人気になってしまう。美人店長として有名になったあかりだったが、彼女には人には言えないもう1つの秘密の顔があったのだ…。家族全員バズる物語。

## キャスト
篝あかり（かがり あかり）〈26〉
演：内田理央（幼児期：西冨あさ希、幼少期：高松咲希）
篝家の長女で、カフェ「corona」の店長。
皆戸涼太（みなと りょうた）〈26〉
演：白洲迅
スポーツジムのトレーナー。あかりが店長を務めるカフェの常連客。
篝緋奈子（かがり ひなこ）〈46〉
演：高岡早紀
あかりの母。専業主婦。
篝篤史（かがり あつし）〈47〉
演：木下隆行
あかりの父。番組制作会社のプロデューサー。
篝薪人（かがり まきと）〈21〉
演：那智（幼少期：桑名愛斗）
あかりの弟。家庭教師のバイトをしながら就活中。
篝清史（かがり きよし）〈70〉
演：小野武彦
あかりと薪人の祖父。篤史の父。週一で篝家に遊びに来る。
盛田桃（もりた もも）〈23〉
演：小川紗良
カフェ「corona」の看板娘。
伊勢谷伸（いせや しん）〈33〉
演：永野宗典
カフェ「corona」のキッチン担当。
丹羽和博（にわ かずひろ）
演：山中崇
番組制作会社のプロデューサーで、篤史の部下。
鴇田夏生（ときた なつき）
演：藤井武美
篤史が勤務する番組制作会社のアシスタントプロデューサー。
種崎
演：森下能幸
一話目であかりのカフェで激怒した男性客。
油谷
演：小松利昌
あかりがバズるきっかけとなった動画を撮影・アップロードした人物。篝家の向かいの住人。
菅野朱里
演：桜田ひより
薪人が家庭教師をしている女子中学生。
穂村真斗
演：黒羽麻璃央
篤史が制作を担当しているテレビドラマ『少年スナイパー 新平!』の主演俳優。
迫滝（さこたき）
演：前田公輝
カフェ「corona」の新人バイト。
菅野橙子
演：遠藤久美子
朱里の母親。
網野
演：大浦龍宇一
緋奈子の元カレ。
鍋島剛
演：笠松将
あかりの元カレ。

## スタッフ
- 脚本 - マギー
- 監督 - 藤井道人、山田勇人、逢坂元、汐口武士
- 音楽 - ワンミュージック
- 主題歌 - きゃりーぱみゅぱみゅ「きみがいいねくれたら」（ASOBISYSTEM）[7]
- チーフプロデューサー - 岡本浩一
- プロデューサー - 汐口武史、伊賀宣子（ザ・ワークス）、高橋優子（ザ・ワークス）
- 制作協力 - ザ・ワークス
- 制作著作 - 読売テレビ

## 放送日程
| 話数   | 放送日  | サブタイトル                                       | 配信時サブタイトル                                                             | ラテ欄                                                       | 監督     |
| ------ | ------- | -------------------------------------------------- | ------------------------------------------------------------------------------ | ------------------------------------------------------------ | -------- |
| 第1話  | 4月04日 | 内田理央主演、家族一同バズって行く物語             | 内田理央主演、家族一同バズって行く物語                                         | 私バズった! SNSに家族が翻弄される物語 内田理央…裏の顔暴露    | 藤井道人 |
| 第2話  | 4月11日 | 内田理央vs高岡早紀、母と娘のバズり合い             | 内田理央vs高岡早紀、母と娘のバズり合い                                         | 母と娘、女の戦い勃発 ナマハゲチョップ暴走 内田理央vs高岡早紀 | 藤井道人 |
| 第3話  | 4月18日 | 一人を取るか、不特定多数を取るか。それが問題だ。   | 一人を取るか、不特定多数を取るか。それが問題だ。                               | リアルを侵食する物語生配信! 今宵ナマハゲチョップついにバズる | 山田勇人 |
| 第4話  | 4月25日 | ナマハゲチョップ、ついにバレる… 家族崩壊の序章     | 甘すぎるキス…バレる毒舌裏アカ! 母の街ブラロケで家族崩壊w                       | ナマハゲチョップ素顔衝撃暴露 まさかのキス 家族崩壊へ         | 山田勇人 |
| 第5話  | 5月03日 | 大好きな人に知られたくない過去… ママ活に揺れる家族 | 卒アル流出! 一体誰が? 母のセーラー服配信、弟のママ活発覚… もう誰も信じられない | 衝撃ママ活キスの余波 卒アル流出 過去知る男雨中の激突         | 藤井道人 |
| 第6話  | 5月09日 | 母オフ会…父母W不倫、 あかり衝撃の過去を知る男現る  | 両親W不倫…弟は教え子と…禁断の恋、交錯!! 悪夢の過去バレ…元カレが知る秘密とは!?  | 父母W不倫…家族崩壊 過去バレの恐怖全て握る男現る!             | 山田勇人 |
| 第7話  | 5月16日 | ついに決壊! ネットに晒された家族の真実             | きゃりーがいいね!で家族バズる! SNSの向こう側…"誰か"に晒れ"誰か"に救われる。    | 全て晒され家族は豹変 SNSに狂い救われる笑顔の限界             | 逢坂元   |
| 第8話  | 5月23日 | 爆発する家族! 崩壊へのカウントダウン! 涙の叫び     | 爆発! 深夜の家族会議! 涙と怒り…家族が終わる瞬間                                | 衝撃の家族会議…爆発 家族が終わる瞬間! 涙と怒り…愛            | 汐口武史 |
| 第9話  | 5月30日 | 家族解散、まさかの日常! 顔の見えない誰かとの恋?    | 家族は解散可能? 現実とSNS恋の三角関係 顔の見えない誰か想う                     | 家族は解散可能? 現実とSNS恋の三角関係 顔の見えない誰か想う   | 藤井道人 |
| 最終話 | 6月06日 | 最終話! 家族の愛とは? 謎のアカウントの正体明らかに | トゥナイトスターはまさかの!篝家、一世一代の生配信! 最後に"バズれ"…家族の愛     | まさかあの男が中の人 生配信が家族を救う? 家族って何          | 藤井道人 |

- 第5話は前夜の『news zero』（日本テレビ制作、23時 - 翌0時9分・10分後拡大）のため、10分繰り下げ（0時9分 - 1時4分）となり、金曜になってからの放送となった。
- 視聴率は低迷し、1%台を記録したことがある（ビデオリサーチ調べ、関東地区・世帯・リアルタイム）。本枠の同一作品で複数回1%台を記録したのは史上初である（ビデオリサーチ調べ、関東地区・世帯・リアルタイム）[10]。

## チェインストーリー
本編終了直後から○.5話として配信され、2019年7月31日までGYAO!で独占配信されていた。

### サブタイトル・キャスト
- #1.5 恋は忍バズ
  - 内田理央、白洲迅、木下隆行、那智、小川紗良（声）、黒羽麻璃央
- #2.5 真実は眼鏡を選バズ
  - 内田理央、白洲迅、木下隆行、那智、小川紗良、永野宗典、藤井武美
- #3.5 ドラマの現場、上手く運バズ
  - 内田理央（回想）、白洲迅、山中崇、藤井武美、黒羽麻璃央、みよこ
- #4.5 新メニュー、名案浮かバズ
  - 内田理央、白洲迅（回想）、小川紗良、永野宗典、高岡早紀
- #5.5 想いのメール、あかりに飛バズ
  - 内田理央、白洲迅、小川紗良、永野宗典、下京慶子（回想）
- #6.5 夫婦、絆結バズ
  - 高岡早紀、木下隆行、藤井武美（回想）、高松咲希（回想）、桑名愛斗（回想）
- #7.5 バズりの名声、いまいち及バズ
  - 内田理央（回想）、高岡早紀（回想）、那智、山中崇、藤井武美、桜田ひより、遠藤久美子、山元駿、松村光陽、山本俊樹
- #8.5 篝家解散、嫌と叫バズ
  - 内田理央、木下隆行、那智、小川紗良、山元駿（回想）、高松咲希（回想）、桑名愛斗（回想）、西冨あさ希（回想）、高岡早紀
- #9.5 ナマハゲチョップ、悩みは滅バズ
  - 内田理央、木下隆行（回想）、小川紗良、山中崇（回想）、藤井武美（回想）

### スタッフ（チェインストーリー）
- 脚本 - まなぶ
- 音楽 - ワンミュージック
- 特別協力 - GYAO!
- チーフプロデューサー - 岡本浩一
- プロデューサー - 汐口武史、伊賀宣子、高橋優子
- 演出 - 上田迅
- 制作協力 - ザ・ワークス
- 制作著作 - 読売テレビ